# Lophura
Lophura és un gènere d'ocells de la subfamília dels fasianins (Fasianinae), dins la família dels fasiànids (Fasianidae). Aquests faisans viuen generalment en zones de selva, des de les muntanyes del Pakistan, fins al sud-est asiàtic i Xina, incloent-hi Hainan.

## Llistat d'espècies
S'han descrit 11 espècies dins aquest gènere:
- faisà de Bulwer (Lophura bulweri).
- faisà fumat (Lophura diardi).
- faisà d'Edwards (Lophura edwardsi).
- faisà cuadaurat de Malàisia (Lophura erythrophthalma).
- faisà cuadaurat de Borneo (Lophura pyronota).
- faisà crestat de Borneo (Lophura ignita).
- faisà crestat de Malàisia (Lophura rufa).
- faisà de Salvadori (Lophura inornata).
- faisà de Latham (Lophura leucomelanos).
- faisà argentat (Lophura nycthemera).
- faisà de Swinhoe (Lophura swinhoii).